# Bridgeport, Kalifornien
Bridgeport är administrativ huvudort i Mono County i Kalifornien. Vid 2010 års folkräkning hade Bridgeport 575 invånare.